# Jongno-gu
Jongno-gu är ett av de 25 stadsdistrikten (gu) i Sydkoreas huvudstad Seoul. Det har fått sitt namn från en stor väg som går igenom distriktet, Jongno, som betyder "Bell Street".
Jongno har varit Seouls centrum i över 600 år, ända sedan dynastin Joseon etablerade Seoul som huvudstad. Detta har lett till att palatsen Gyeongbokgung, Changdeokgung, Unhyeongung och Changgyeonggung samt den nuvarande president palatset Blå Huset ligget i området.

## Administrativ indelning
Jongno-gu är indelat i 17 administrativa stadsdelar (dong):
- Buam-dong (부암동 付岩洞)
- Changsin 1-dong  (창신1동 昌信1洞)
- Changsin 2-dong  (창신2동 昌信2洞)
- Changsin 3-dong  (창신3동 昌信3洞)
- Cheongunhyoja-dong (청운효자동 淸雲孝子洞)
- Gahoe-dong  (가회동 嘉會洞)
- Gyonam-dong  (교남동 橋南洞)
- Hyehwa-dong (혜화동 惠化洞)
- Ihwa-dong (이화동 梨花洞)
- Jongno 1.2.3.4-ga-dong (종로1.2.3.4가동 鍾路1·2·3·4街洞)
- Jongno 5.6-ga-dong (종로5.6가동 鍾路5.6街洞)
- Muak-dong (무악동 毋岳洞)
- Pyeongchang-dong (평창동 平倉洞)
- Sajik-dong (사직동 社稷洞)
- Samcheong-dong (삼청동 三淸洞)
- Sungin 1-dong (숭인1동 崇仁1洞)
- Sungin 2-dong (숭인2동 崇仁2洞)